# دوربة
دوربة هي قرية في مقاطعة أشنوية، إيران. يقدر عدد سكانها بـ 428 نسمة بحسب إحصاء 2016.